# Persecución religiosa en el Bloque del Este
Después de la Revolución de Octubre, el 7 de noviembre de 1917 hubo un movimiento dentro de la Unión Soviética para unir a todos los pueblos del mundo bajo el régimen comunista. Esto incluía a los países del Bloque del Este de Europa, así como los países balcánicos. El comunismo, tal como fue interpretado por Lenin y sus sucesores en el gobierno soviético, requería la abolición de la religión y, en este sentido, el gobierno soviético lanzó una profunda campaña para eliminar la religión de la sociedad. Dado que algunos de estos estados eslavos tenían su herencia étnica enraizada a sus iglesias nacionales, tanto los pueblos como la iglesia fueron blanco de la Unión Soviética.
Richard Wurmbrand, escritor cristiano evangélico y ministro rumano, describió la persecución sistemática de los cristianos en un país del bloque del Este. Sin embargo, la persecución a los cristianos, sobre todo protestantes, pentecostales y las confesiones minoritarias no registradas, continuaron después de la caída de la Unión Soviética, en muchos países de Europa del Este y Asia Central, en particular Tayikistán, Uzbekistán y Bielorrusia.

## Tratamiento de la religión por país

### Unión Soviética

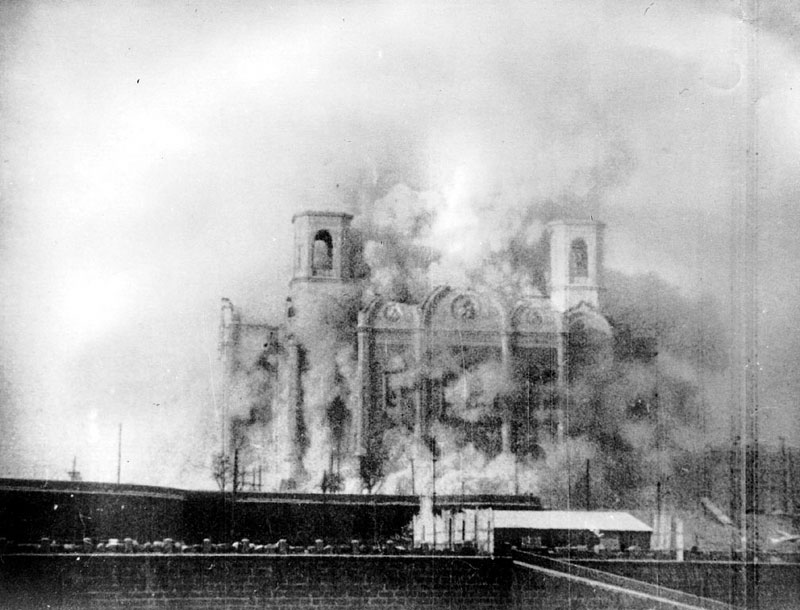
La Catedral de Cristo Salvador de Moscú durante su demolición en 1931.

Inmediatamente después de la Revolución de Octubre, comenzó una intensa campaña para poner fin a la religión —concretamente, el cristianismo, el judaísmo y el islam—. En 1920 se abrió el campamento del Mar Blanco en los terrenos de lo que una vez fue un monasterio ortodoxo ruso. Este campamento, que tuvo principalmente sacerdotes ortodoxos y católicos, sirvió como prototipo para otros campos soviéticos posteriores. El campamento comenzó a ejecutar a los que no querían plegarse a las exigencias del estado.
Unos años más tarde, en 1929, los sacerdotes no fueron considerados trabajadores, por lo que debían pagar más impuestos. Los sacerdotes no podían servir en el ejército porque no cumplían los requisitos. Por su inelegibilidad, se les dio los impuestos no de servicio, que se calcula en más del 100% de sus ingresos. Los sacerdotes también eran elegibles para unirse a las granjas colectivas, por ello no se les dio asistencia sanitaria, pensiones o seguridad social. En 1939 más del 99% de las iglesias ortodoxas rusas habían sido cerradas. Pero la invasión alemana de 1941 hizo que Stalin permitiera el resurgimiento de la iglesia para atraer al pueblo creyente a la lucha contra Hitler; el 4 de septiembre de 1943 se reunió con 3 metropolitas en el Kremlin de Moscú para convocar el concilio episcopal y elegir un nuevo Patriarca de Moscú por primera vez en 18 años. Sin embargo, bajo Nikita Jruschov, 50 000 sacerdotes fueron ejecutados y muchos de la jerarquía de la iglesia fueron sustituidos por individuos que tenían conexiones con la KGB. En 1977, la Constitución solo permitía a las organizaciones que promovieran el comunismo, lo que significaba que las religiones no estaban permitidas.
En 1995, el comisionado estatal de Rusia confirmó que 200 000 sacerdotes ortodoxos rusos, monjes y monjas fueron asesinados. En 1997 se encontraron los restos de un obispo católico y 30 sacerdotes en Sandormoch, a 150 kilómetros al norte de San Petersburgo. De acuerdo con los libros escolares rusos, 20 millones de ciudadanos soviéticos y de Europa Oriental murieron en los campos de trabajo comunistas, mientras que 15 millones más fueron asesinados en ejecuciones masivas. Este número incluye cristianos, judíos y otras confesiones, así como no creyentes.

### Bulgaria
La iglesia ortodoxa recibió un trato de favor frente a otras religiones en Bulgaria, a cambio de la sumisión total al Estado y una limitación de sus actividades. Sin embargo, los católicos y los protestantes fueron tratados con acoso constante y tenían pocos derechos legales. Muchos edificios religiosos fueron convertidos por el gobierno en escuelas, museos, universidades, etcétera.

### Checoslovaquia

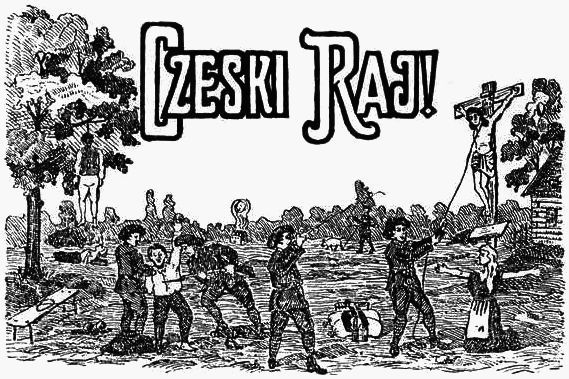
Propaganda polaca antichecoslovaca con motivo de la disputa por la región de Cieszyn Silesia.

El gobierno comunista en Praga trató de destruir toda religión organizada en Checoslovaquia, especialmente las Iglesias ortodoxa griega y católica. Se emularon muchas de las prácticas de la campaña antireligiosa de la Unión Soviética, como la creación de organismos para el control de las actividades confesionales y sacerdotes castigados que no lograron cumplir con las muchas leyes sobre religión. Sin embargo, los castigos impuestos por tales violaciones no eran tan severos como los ocurridos en la Unión Soviética.
La alianza histórica entre la Iglesia católica y la monarquía dual, así como el gobierno feudal, llevó al gobierno checoslovaco a etiquetar a los clérigos católicos como enemigos del pueblo. En la noche del 13 de abril de 1950, durante la Operación K, fueron clausurados conventos y monasterios, se disolvieron las órdenes religiosas y se arrestaron a varios sacerdotes.
Los emigrantes eslovacos en el extranjero contribuyeron económicamente a la iglesia bajo el régimen comunista y con literatura religiosa de contrabando en Eslovaquia a través de Polonia. El Papa Pablo VI creó un arzobispado independiente de Eslovaquia en 1977, sin embargo, el gobierno bloqueó el nombramiento de un nuevo arzobispo hasta 1988.

### República Democrática Alemana
Las iglesias protestantes regionales en Alemania, luteranos, reformados o unidos por la confesión, tenían una larga historia de sumisión a las autoridades temporales germanas. Esta presentación bajo el régimen nazi llevó a muchos de sus miembros a estar comprometidos o en silencio sobre diversas cuestiones morales, y con la caída de ese régimen, tal vez como resultado de esta experiencia junto con la independencia que lograron después de la guerra, una vez que los comunistas tomaron el poder, los protestantes rompieron con los precedentes históricos y se convirtieron en un elemento opositor al gobierno.
En 1945 se habían formado parte de un marco común con los protestantes en Alemania Occidental, la Iglesia Evangélica en Alemania (EKD), y rechazaron el silencio sobre cuestiones morales. El gobierno de Alemania Oriental se mostró reacio a eliminar la religión organizada y la Constitución de 1949 dio a las iglesias muchos derechos y disposiciones, incluyendo la capacidad de tomar posición sobre los temas críticos. Las iglesias protestantes de Alemania Oriental fueron las organizaciones más grandes del país, que eran independientes del partido comunista o del Estado. Sin embargo, el régimen obligó a las iglesias de Alemania del Este a romper lazos fuera con Occidente.
En 1969, bajo la presión del gobierno de Alemania Oriental, las iglesias protestantes regionales en Alemania Oriental tuvieron que separarse de la Iglesia Evangélica Alemana (EKD) que, hasta entonces, comprendía las iglesias protestantes regionales en ambas Alemanias. Las iglesias protestantes regionales en Alemania Oriental luego formaron una nueva organización llamada Bund der Evangelischen Kirchen in der DDR (Confederación de Iglesias protestantes en la República Democrática Alemana). Las iglesias fueron llamadas a ser promotoras del socialismo, sin embargo, las iglesias mismas, aceptando ese papel, también se consideraban protagonistas de lo que esto significaba (no el gobierno) y criticó al estado en que sus políticas eran inmorales, mientras que aplaudieron al estado cuando sus políticas fueron positivas.
No obstante, el gobierno puso una gran presión en las iglesias para que éstas se sometiesen a su autoridad. No intentaron, sin embargo, tratar de aplicar el mismo nivel de control del Estado sobre las iglesias como ocurrió en otros países del Pacto de Varsovia. El régimen tuvo dificultades para tratar de controlar las iglesias protestantes en Alemania como consecuencia de su naturaleza fragmentada, incluso hasta el nivel local y el regionalismo presente en Alemania.
Al igual que en la vecina Polonia, las iglesias de Alemania Oriental defendieron la disidencia política de masas contra el régimen en la década de 1980. La mayoría de las protestas masivas comenzaron con reuniones de oración de la Iglesia que siempre fueron foco de oposición. Se fomentó la contracultura juvenil y destacó el papel positivo de la Iglesia en la sociedad. Las iglesias fomentaron el debate sobre cuestiones tales como la música rock, la sexualidad, la vida en el tercer mundo, el alcoholismo, la vida en la RDA o la militarización de la sociedad. Esto atrajo grandes multitudes.
Las iglesias promovieron el cambio en la RDA, no por el derrocamiento de las autoridades, sino a través de un cambio pacífico. En septiembre de 1989 empezaron las manifestaciones del lunes en la Iglesia de San Nicolás, de Leipzig, y el 9 de octubre salió de allí una protesta pacífica después de la oración por la paz.

### República Popular de Polonia
La Iglesia católica en Polonia fue siempre una fuerte resistencia al régimen comunista y la propia Polonia tenido una larga historia de disidencia a la dominación extranjera. La nación polaca se unió a la iglesia, al igual que ocurrió en la vecina Lituania, lo que hizo más difícil para el régimen imponer sus políticas antirreligiosas de la misma manera como lo había hecho en la Unión Soviética, donde la población no mantenía una solidaridad masiva con la Iglesia ortodoxa rusa. La Iglesia católica condenó inequívocamente la ideología comunista. Por su parte, los comunistas en Polonia fracasaron en su intento de reprimir y controlar a la Iglesia polaca.
Las experiencias en la Segunda Guerra Mundial, en la que la gran minoría judía fue aniquilada por los nazis y la gran minoría alemana fue expulsada por la fuerza del país a finales de la guerra, así como la pérdida de los territorios orientales que fueron muy poblados por ucranianos ortodoxos, llevó a una Polonia cada vez más católica de lo que había sido en tiempos anteriores.

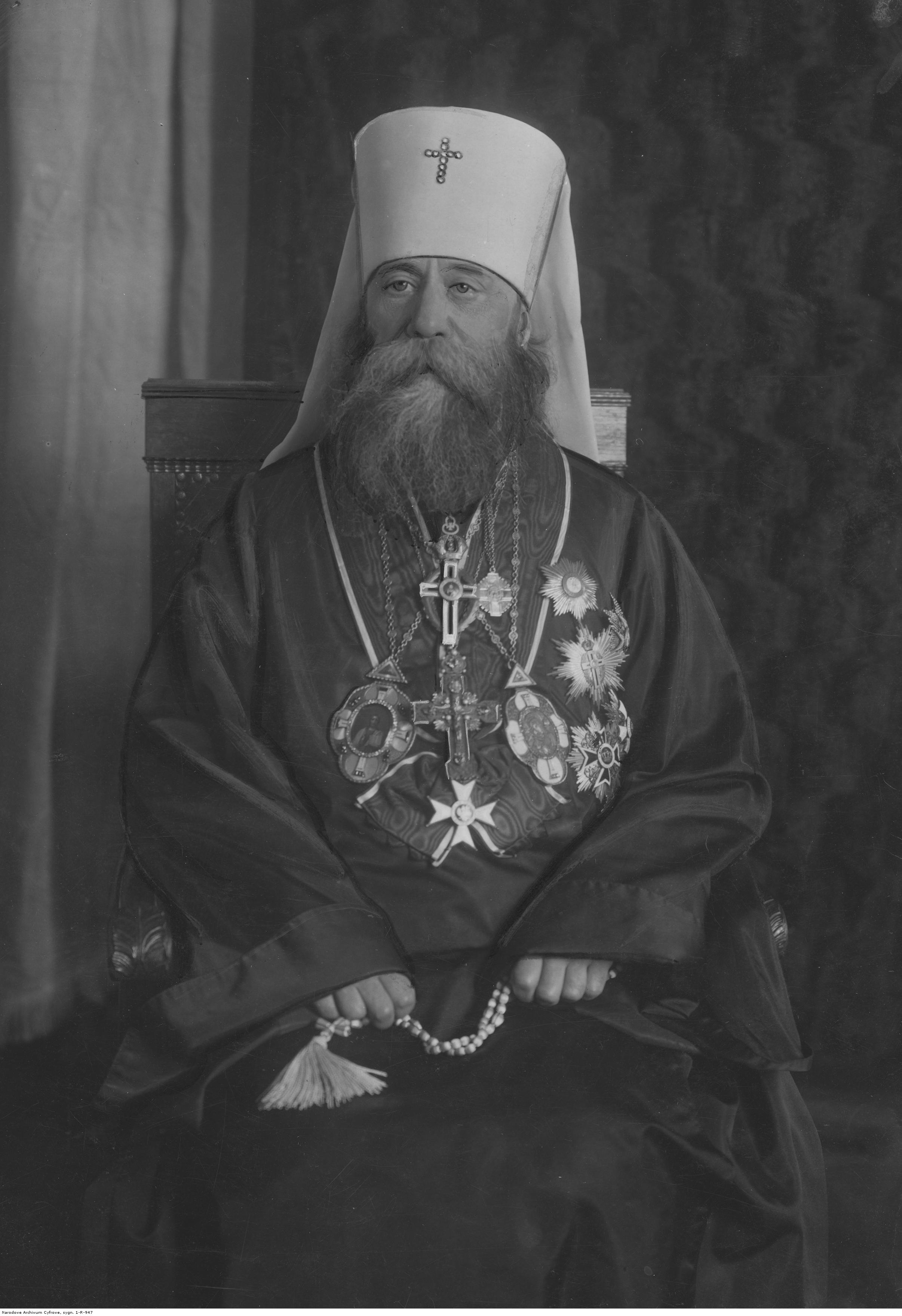
Konstantyn Nikołajewicz Waledyński, el Metropolita Dionizy, líder de la Iglesia ortodoxa polaca entre 1924 y 1946.

Después que las tropas soviéticas ocuparan Polonia a finales de la Segunda Guerra Mundial, el gobierno soviético promulgó un enfoque gradual destinado a obtener el control de la Iglesia católica en Polonia. En 1950 el gobierno polaco creó la Oficina de Asuntos Religiosos, que tenía jurisdicción sobre las decisiones de personal y las funciones de la organización. El Estado trató de tomar el control de la Iglesia ortodoxa de Polonia (con una membresía de alrededor de medio millón) con el fin de utilizarlo como un arma contra la Iglesia católica en Polonia, y trató de controlar a la persona que fuese nombrada Metropolitano de la Iglesia ortodoxa de Polonia; el Metropolitano Dionizy (el líder de la Iglesia ortodoxa polaca de posguerra) fue detenido y retirado de servicio después de su liberación.
Las persecuciones de religiosos en los primeros años eran poco frecuentes, ya que el estado inicial se refiere estrictamente a la supresión de la resistencia política armada. A partir de 1947-1953, la Iglesia Católica en Polonia se convirtió en el objetivo principal de la persecución en la Polonia comunista. Todas las organizaciones sociales y benéficas afiliadas a la Iglesia se convirtieron en escuelas ilegales, las católicas fueron cerradas, las cruces fueron retiradas de las aulas y los hospitales y se promulgó una campaña de terror en contra de las parroquias y monasterios (que incluyó el arresto de un notable grupo de jesuitas encabezados por el Padre Tomasz Rostworowski).
Las escuelas salesianas y los orfanatos estaban cerrados. El seminario Rozanystok, que fue creado en 1949, fue brutalmente liquidado en 1954. Había sido trasladado de Vilna y había sido dirigido por los salesianos de formación para los candidatos al sacerdocio, así como para dar educación católica a los niños. El seminario se encuentra al este de Polonia, empleó antiguos residentes del territorio anexados por la Unión Soviética en 1939 y había surgido una gran preocupación en el gobierno, lo que provocó su cierre.
Las publicaciones católicas continuaron existiendo, aunque bajo la presión del Estado. Estas publicaciones incluyen Tygodnik Warszawski (que fue desafiante al régimen y se cerró en 1949), Tygodnik Powszechny (cuyos editores renunciaron bajo presión en 1953, pero regresó en 1956), y Dzi's i Jutro (una publicación que trató de promover la convivencia entre el catolicismo y el comunismo). Esta fue una libertad que no se permitió en otros lugares del bloque soviético (incluyendo, por supuesto, la Unión Soviética, que había prohibido publicaciones de la iglesia en el año 1929). Los fundadores de Tygodnik Warszawski fueron encarcelados y tanto el Padre Zygmunt Kaczynski como Antoni Antczak murieron en prisión. El Cardenal Wyszynski trató de intervenir en nombre del padre Zygmunt.
La sociedad polaca fue preparada para las persecuciones posteriores a 1945, debido a su larga historia antes de la revolución bolchevique de operación por debajo de la norma de los regímenes que eran hostiles a ella. Las universidades clandestinamente enseñaban historia sin censura y lecciones de ética, y muchas personas asistieron a la iglesia abiertamente en señal de protesta contra el gobierno comunista.
Siguiendo con la conversión forzosa de los católicos orientales en la Unión Soviética a la ortodoxia, el gobierno polaco pidió a la Iglesia ortodoxa en Polonia asumir la "atención pastoral" de los católicos orientales en Polonia. Después de la eliminación del Metropolitano Dionizy del liderazgo de la Iglesia ortodoxa de Polonia, el metropolita Macario fue puesto a cargo, religioso procedente del oeste de Ucrania (anteriormente este de Polonia), y que había sido fundamental en la conversión obligatoria de los católicos orientales a la ortodoxia allí. La seguridad polaca le ayudó a suprimir la resistencia en su toma de control de las parroquias católicas orientales. Muchos católicos orientales que se quedaron en Polonia después de los ajustes de la frontera de posguerra fueron reasentados en el oeste de Polonia en los nuevos territorios de Alemania. El estado en Polonia dio a la Iglesia ortodoxa polaca un mayor número de privilegios que a la Iglesia católica polaca; el estado, incluso, le dio dinero a la iglesia, aunque a menudo no cumplía los pagos prometidos, lo que llevó a una crisis financiera perpetua para la Iglesia ortodoxa polaca.
Una característica notable de la campaña antireligiosa en Polonia incluía "Los sacerdotes patriotas" que se oponían a la jerarquía eclesiástica y apoyar el comunismo. A cambio, se vieron recompensados e, incluso, a veces les permitía viajar a Roma. Estos sacerdotes podían ser chantajeados para cooperar. El núcleo de su grupo fue formado, a menudo, por hombres que habían experimentado los campamentos y fueron torturados. Los obispos solían dejar que permanecieran en sus puestos, a pesar de que eran condenadas al ostracismo por los laicos.
Tras la llegada de Wladyslaw Gomulka al poder en 1956, el estado aligeró sus restricciones a las iglesias católicas orientales que comenzaban a crecer de nuevo, en parte con la ayuda del resto de los católicos.
El aparato de seguridad en Polonia, como en otros países comunistas, reclutó a miembros del clero. El servicio de seguridad utilizó el chantaje, la manipulación psicológica y una variedad de recompensas materiales (por ejemplo, medicamentos necesarios para los familiares enfermos), a fin de asegurar la cooperación del clero. A cambio, en el servicio de seguridad y el gobierno polaco había, también, miembros de sus filas que se prestaban, confidencialmente, información útil a la iglesia.
Desde la década de 1960, Polonia desarrolló una intelectualidad católica cada vez más vocal y un movimiento activo de jóvenes católicos. El movimiento "Oasis" fue creado en la década de 1960 por el padre Franciszek Blachniki y consistió en actividades de la iglesia, incluyendo peregrinaciones, retiros y diversos esfuerzos ecuménicos. Los intensos esfuerzos por parte del Estado para socavarla fueron en vano. A partir de la década de 1970 la iglesia pasó de una postura defensiva a una actitud más agresiva, al hablar en defensa de los derechos humanos.

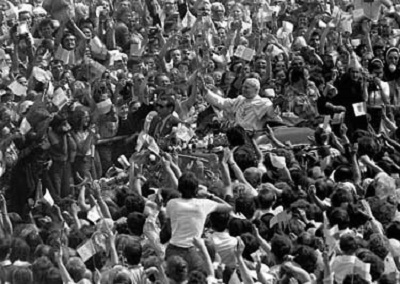
El Papa Juan Pablo II en su primera visita a Polonia tras su elección como pontífice.

El cardenal primado de Polonia, Stefan Wyszyński, creyó que Polonia tenía un papel especial que desempeñar en la historia humana y apoyó el nacionalismo polaco como paso previo a la liberación de Europa del Este del rol soviético. Wyszynski se puso en agudo conflicto con las autoridades comunistas (que también experimentó un conflicto con la Santa Sede) y durante su reinado fue encarcelado tres años por su negativa a cooperar con el gobierno. Era, a la vez, un crítico del régimen y un mediador entre este y el resto de la sociedad civil. Wyszynski siempre fue un obstáculo importante para que los comunistas tomasen el control de la Iglesia en Polonia. Murió en 1981 y fue reemplazado por el cardenal Josef Glemp.
Después de que el cardenal Wojtyła de Cracovia se convirtió en el Papa Juan Pablo II, su elección fue acogida en Polonia con gran entusiasmo. Juan Pablo II visitó Polonia del 2 al 10 de junio en 1979. Durante su visita, desafió abiertamente la ideología comunista al declarar que el cristianismo era el camino a la verdadera libertad humana (en oposición al marxismo) y llamó a la gente a la no conformidad. Más de trece millones de personas salieron a las calles para darle la bienvenida en su visita, en desafío directo al gobierno polaco. Los disidentes en Polonia y de Europa del Este en otros lugares celebraron este hecho. Radosław Sikorski, en sus memorias, dijo más tarde: «Nos dimos cuenta, por primera vez, que 'nosotros' éramos más numerosos que 'ellos'».
En 1980 se formó el sindicato independiente Solidarność, que se basó inicialmente en las preocupaciones económicas pero pronto quedó profundamente afiliada con la iglesia. El Papa promovió la causa de Polonia, así como la causa de los cristianos detrás del telón de acero a nivel internacional, con gran molestia para los gobiernos comunistas del Pacto de Varsovia. La iglesia en Polonia jugó un papel clave en la revolución contra el régimen en los años 1980 y proporcionó los símbolos (la Virgen Negra, el Cristo sufriente) que dio profundidad espiritual a la lucha contra el comunismo. También proporcionó consuelo espiritual y material a los trabajadores en huelga y actuó como mediador entre el movimiento de solidaridad y el gobierno. También contuvo a los huelguistas de los excesos.
En diciembre de 1981 fue impuesta la ley marcial en Polonia. Esto causó un gran problema para la iglesia y muchos fueron detenidos por los militares. El cardenal Glemp inicialmente parecía justificar su imposición como un mal menor, pero muchos en la iglesia defendieron a las personas que fueron detenidas.
La jerarquía de la Iglesia Ortodoxa de Polonia, que había tenido su posición en la sociedad fortalecida desde 1945, se pronunció en contra del movimiento Solidarność y se negaron a enviar delegados a las reuniones sobre cuestiones de derechos humanos, aunque se produjeron algunas excepciones, como Piotr Poplawski, un sacerdote ortodoxo abiertamente simpatizantes de Solidarność que "se suicidó" en 1985. A varios médicos se les pidió que confirmasen el suicidio, pero se negaron a certificar esto como la causa de la muerte. Un sacerdote católico llamado Jerzy Popiełuszko fue asesinado por la policía el año anterior, y el médico que realizó la autopsia fue traído y también confirmó que el Piotr se había suicidado.
Las autoridades comunistas culparon a los católicos nacionalistas por abrir contiendas entre las poblaciones católicas y ortodoxas. En los acuerdos de Gdansk, la iglesia tuvo permiso para realizar emisiones de radio. Según avanzaba la década de 1980, la iglesia se convirtió cada vez más crítica con el régimen y en los últimos años de la década desempeñó un papel fundamental en la transición a la democracia.

### República Socialista de Rumania
La Iglesia ortodoxa rumana tenía una larga historia de sometimiento al mandato de gobernantes exteriores y, cuando los comunistas tomaron el poder después de que el ejército soviético liberase Rumania, los comunistas utilizaron esta tradición a su favor. El gobierno aseguró que el Patriarca siempre era alguien que era leal a ellos y los sacerdotes que se oponían a los comunistas fueron eliminados.
Como resultado de la ampliación de Rumania a finales de la Segunda Guerra Mundial, las minorías étnicas no ortodoxas llegaron a ser más numerosas. Las rivalidades que se desarrollaron en los diferentes grupos religiosos y el gobierno lo utilizó para su propio beneficio, dejando la Iglesia ortodoxa rumana para fortalecer su posición en la sociedad, a cambio de un mayor control comunista sobre la Iglesia. Esta relación en Rumanía significó la eliminación de las Iglesias orientales católicas (que también ocurrió en la Unión Soviética) y su integración forzosa en la comunidad ortodoxa.

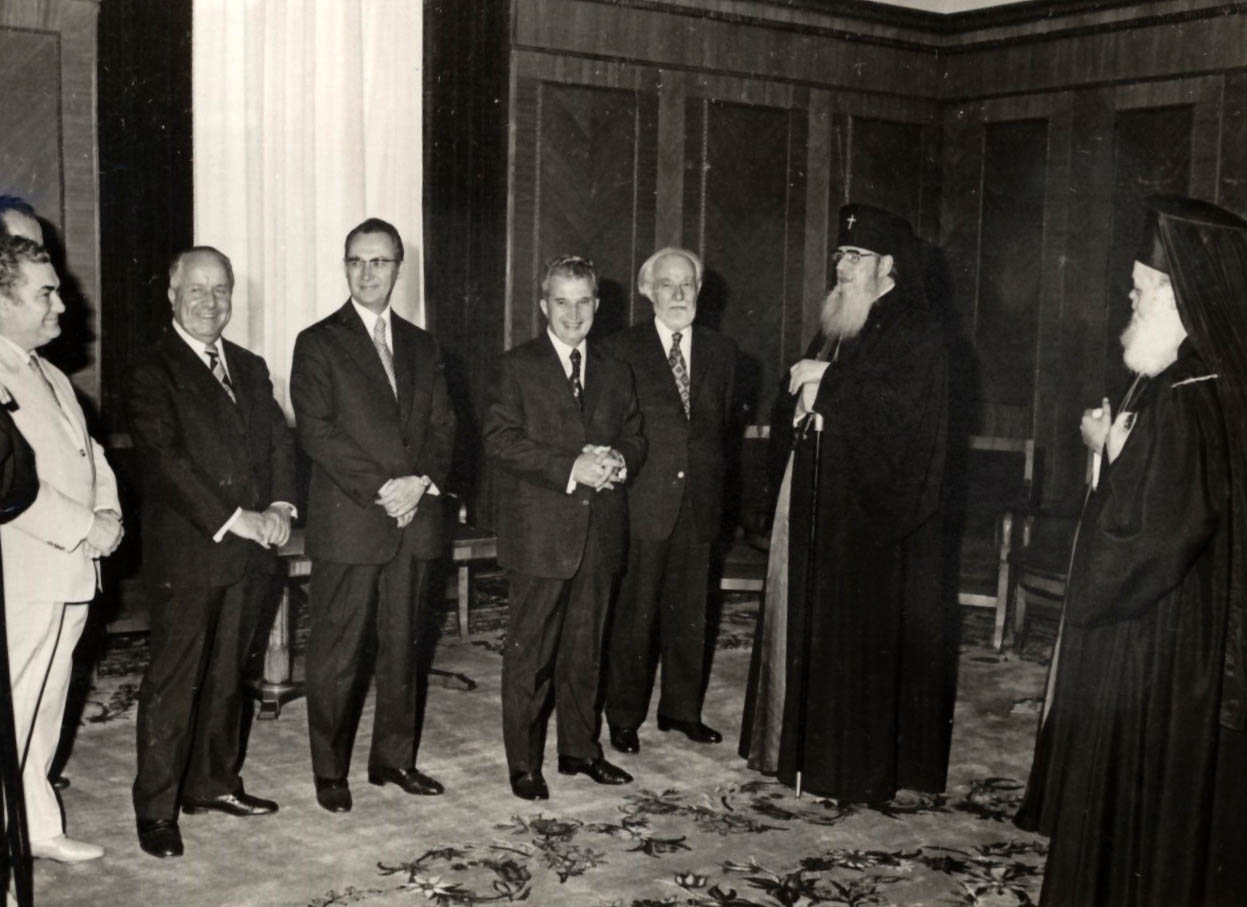
La Iglesia ortodoxa rumana participó en el régimen de Nicolae Ceaușescu. En la imagen, el presidente Ceaușescu (cuarto por la izquierda) recibe al recién elegido Patriarca, Justin Moisescu (segundo por la derecha en 1977.

Los comunistas pudieron elegir a quien servir en la iglesia, quien sería admitido en seminarios e incluso lo que contendrían los sermones. Una vez que los comunistas tomaron el control completo de la Iglesia en Rumania, se sintieron libres para perseguir a sus miembros, a los que la jerarquía eclesiástica hizo la vista gorda. Cuando Nicolae Ceaușescu, que llegó al poder en 1965, logró aumentar su control en el país, las únicas organizaciones religiosas que proporcionaban una disidencia significativa al régimen eran protestantes evangélicos, que formaban solo una pequeña parte de la población. La Iglesia en Rumania se sometió a una completa sumisión a las autoridades y se centró estrictamente en su calidad de miembro espiritualidad interior. Por ello, la Iglesia rumana no recibió mucha ayuda de otras iglesias ortodoxas de la región.
En la década de 1980 hubo un cierto renacimiento religioso en Rumania que hizo las prácticas religiosas más abiertas, que las autoridades toleraron. Esta tolerancia fue acompañada de una represión despiadada, con los líderes religiosos carismáticos sujetos a acoso, encarcelamiento y emigración forzosa. Las congregaciones religiosas que se estaban volviendo más importantes en ese renacimiento tuvieron grandes dificultades para tratar de ampliar sus instalaciones y algunos trataron de hacerlo sin el permiso del gobierno, que respondió, sencillamente, al derribar las nuevas construcciones. La impresión e importación de Biblias eran tareas muy complicadas y el papel de las mismas se reciclaba, posteriormente, para la fabricación de papel higiénico.
La disidencia generalizada de los grupos religiosos en Rumania no apareció hasta los procesos revolucionarios que recorrieron Europa del Este en 1989. El Patriarca de la Iglesia ortodoxa de Rumania Teoctist Arăpașu apoyó a Ceaușescu hasta el final del régimen, e incluso lo felicitó después de que el Estado asesinase a un centenar de manifestantes en Timișoara. No fue sino hasta el día antes de la ejecución de Ceaușescu, el 24 de diciembre de 1989, que el Patriarca lo condenase como "un nuevo Herodes asesino de niños".
En Rumania, más de 5 000 sacerdotes ortodoxos fueron encarcelados y 400 sacerdotes de Rumania de rito oriental fueron asesinados después de que se prohibiese su comunidad. La archidiócesis ortodoxa de Cluj, contiene biografías de 1 700 miembros de la iglesia encarcelados.

### República Popular de Hungría
En Hungría, una colección de 443 páginas publicada por Gyula Havasy en 1990, revela diez juicios eclesiásticos y la detención de 2 800 monjes y monjas. Miles de cristianos fueron encarcelados y muchos otros fueron martirizados. Posiblemente el caso más conocido fue el del obispo Vilmos Apor.
El cardenal József Mindszenty, arzobispo de Esztergom, fue encarcelado en 1948 y liberado durante la Revolución húngara de 1956 y al fracasar esta se asiló en la embajada de Estados Unidos y no se le permitió salir hasta 1971, cuando le dejaron ir a Italia.

### República Popular de Albania
Ya en 1945, cuando los comunistas llegaron al poder en Albania, fueron establecidas las leyes por las que las instituciones religiosas eran desposeídas de sus bienes. Esto sobre todo afectó a los bektashis, una orden sufí que incluye el 20% de la población musulmana de Albania, como lo habían hecho sus tekkes fuera de las ciudades y dependían del apoyo de sus propiedades circundantes. Los católicos —que constituían el 10% de la población de Albania— se vieron privados de sus escuelas por esta medida.
Al final de la guerra, algunos líderes religiosos fueron encarcelados o ejecutados por ser, presuntamente, espías que habían trabajado para los italianos, tras la ocupación albanesa de Mussolini, o que estaban afiliados al Balli Kombëtar, un grupo que había perdido a los comunistas. Estos líderes, por lo general, pasaron décadas en prisión y trabajos forzados. Baba Murteza de Kruje fue torturado y arrojado desde una ventana de la cárcel hasta su muerte en 1946, Baba Kamil Glava de Tepelenë fue ejecutado por un tribunal de Gjirokastër en 1946, Baba Ali Tomori fue ejecutado por un tribunal en 1947 y Baba Shefket Koshtani de Tepelenë fue asesinado por un tribunal en 1947. Los siguientes clérigos sunitas también desaparecieron: Mustafa Effendi Varoshi (muftí de Durrës), Hafez Ibrahim Dibra (ex gran muftí de Albania) y Sheh Xhemel Pazari de Tirana. En 1968, hasta 200 líderes religiosos de todas las creencias fueron ejecutados o encarcelados.

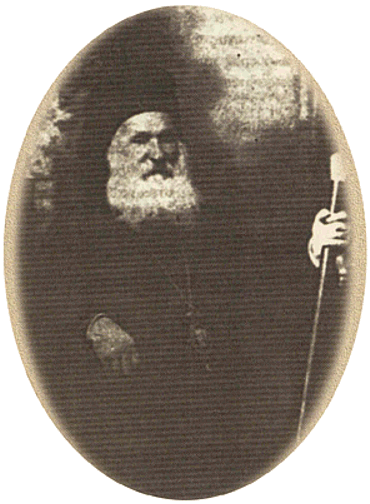
El obispo metropolitano de Korçë, Eulogios Kourilas Lauriotis (en albanés: Evlogji Kurila), perdió la nacionalidad albanesa y fue declarado "enemigo del Estado" en 1945 por Enver Hoxha. Se exilió en Grecia hasta su fallecimiento en 1961.

Se llevó a cabo una disminución drástica de clérigos religiosos durante el curso de la historia desde 1945 hasta 1992. Los católicos tenían el 10% del clero en 1992 como lo hicieron en 1945 y un 0% de monjes religiosos. Los bektashis tenían 2% del clero en 1993 como lo hicieron en la década de 1940. Esto es, en gran parte, como resultado de la paralización virtual de la formación de nuevos clérigos y el declive relacionado con la campaña antirreligiosa. Los bektashis y los católicos fueron los grupos religiosos más perseguidos en Albania. Los ortodoxos (el 20% de la población) y los musulmanes sunitas (la mayoría del país) fueron considerados menos peligrosos, ya que ningún grupo había sido políticamente activo en los años 1930 y 1940, y los musulmanes sunitas habían sido aislados de los musulmanes fuera de Albania desde que el rey Zog rompiese los vínculos con ellos en la década de 1930. Los católicos estaban bien organizados con escuelas y enlaces a la iglesia fuera de Albania, mientras que los bektashis habían participado activamente en la lucha contra los turcos por la independencia de Albania y tenían el respeto popular.
En 1947, el jefe de los bektashis, Abas Himli Dede, se propuso una "reforma" para permitir a los derviches cortar sus barbas, casarse y poder salir a la calle con vestimenta civil y no únicamente con ropas religiosas. Tras varios días de disputa estéril, Dede invitó a los dos comunistas que propusieron la reforma, los disparó a ambos y luego se suicidó.
Hubo una cantidad considerable de propaganda antirreligiosa con lemas como "La religión no es del mundo iluminado", "El marxismo-leninismo es la verdadera ciencia, como la religión, es una invención que rompe las mentes de los hombres", "La religión está ligada a los extranjeros" o "El que cree es ignorante". Se trató de disminuir el poder de los importantes centros religiosos moviendo la autoridad administrativa de estos centros a centros marginales con poca asociación histórica o sagrada y, con frecuencia, en lugares muy alejados. Los líderes religiosos restantes que aceptaron este traslado fueron relegados a lo que era, esencialmente, arresto domiciliario en estos centros marginales. Se prohibió el bautismo, por lo que los creyentes lo hicieron de forma clandestina.
La culminación de la campaña antirreligiosa se produjo cuando Enver Hoxha declaró el Estado ateo en 1967 al declarar que "Albania es el primer estado ateo del mundo, cuya única religión es el albanismo". El escritor y activista Pashko Vasa, durante el movimiento de independencia de Albania, también afirmó que solo la religión de Albania es albanismo, y la declaración de Hoxha se refiere a esto. Llevó a cabo una campaña para extinguir todas las formas de religión en Albania en 1967 y cerró todos los edificios religiosos. Hoxha se inspiró, en parte, por la Revolución cultural de Mao Zedong y quería extender su poder, así como el del Partido Comunista albanés. Albania fue el único país del bloque del Este que de verdad ilegalizó la religión.
El artículo 37 fue añadido a la Constitución de Albania en 1967 y decía lo siguiente:

El Estado no reconoce religión alguna y apoya y lleva a cabo propaganda atea con el fin de implantar una concepción del mundo materialista científica en las personas.

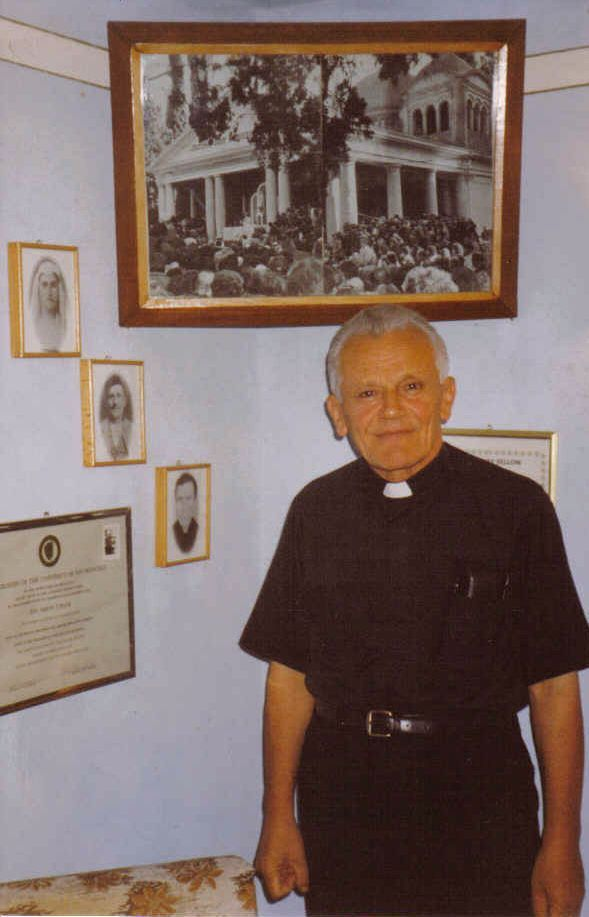
El padre católico Simon Jubani, opositor pacífico de la política antirreligiosa albanesa y uno de los últimos arrestados por el régimen comunista albanés.

La República Popular de Albania emprendió una campaña antirreligiosa fundamentalmente violenta y sostenida. En 1967, 2 167 edificios religiosos se habían cerrado y fueron convertidos a otros usos o destruidos. La catedral católica de Shkodër se convirtió en un campo de deportes y varios tekkes bektashi, incluyendo la sede en Tirana, se convirtieron en residencias de ancianos. Después de la caída del comunismo, solo había tres iglesias en Tirana; treinta de las iglesias más famosas del país sobrevivieron al ser consideradas monumentos históricos. La Mezquita de Bey Edhem, del siglo XVIII, en Tirana también estaba protegida como monumento cultural, pero solo a los diplomáticos extranjeros se les permitía rezar allí. De 1 050 mezquitas en Albania antes de 1967, 800 sobrevivieron a la caída del comunismo, pero la mayoría se encontraban en un estado muy deteriorado. De los 53 tekkes bektashi, solo seis sobrevivieron.
La gente joven se animó a atacar mezquitas, iglesias y tekkes para que los sacerdotes restantes se entregasen a las autoridades. El clero que todavía estaba vivo en 1967, y había sobrevivido veinte años de persecución, fue asesinado o enviado a campos de trabajos forzados. La mayoría de las mezquitas tenían sus minaretes destruidos, las lápidas con los símbolos religiosos volcados, las personas que fuesen arrestadas usando símbolos religiosos (por ejemplo, crucifijos , medallas del Corán) podrían ser condenados a diez años de prisión y la gente dejó de decir palabras como mashallah o inshallah en público por miedo al castigo. Simplemente mencionar fiestas religiosas podría conducir a un castigo. En un caso, un lugareño borracho en Libohova dijo que al día siguiente era el Bayram (una festividad musulmana) y fue multado. Las ya antiguas fiestas religiosas se cambiaron a fiestas que honraban la fuerza de trabajo. Para evitar que la gente diese nombres religiosos a los recién nacidos, se publicó un diccionario de nombres aprobados para los niños y los padres estaban legalmente obligados a elegir entre los nombres que figuraban en el diccionario con el fin de nombrar a sus hijos.
Hoxha, durante este tiempo, habló sobre la condición de la mujer en Albania; fue un chivo expiatorio de la religión para disminuir la situación de la mujer y felicitó al comunismo por mejorar su condición. Cuando Hoxha murió en 1985, el gobierno no cambió su política inmediatamente. En 1988 se permitió a los líderes religiosos albaneses emigrados visitar Albania. En 1989, la Madre Teresa —albanesa étnica de nacimiento— visitó Albania tras recibir un permiso que se le había negado anteriormente. En noviembre de 1990, cerca del final del régimen, en la norteña ciudad de Shkodër un sacerdote católico llamado Padre Simon Jubani fue puesto en libertad después de 26 años, y celebró la Santa Misa en un cementerio para cinco mil personas. Fue detenido de inmediato por fomentar el culto en público, pero la presión popular provocó su puesta en libertad y, nuevamente, realizó otra misa pública multitudinaria. En diciembre de 1990 se rescindió la ley en contra de la práctica religiosa pública, el régimen fue derrocado en los meses siguientes, y los edificios religiosos se reabrieron.